# Carl Ludwig Golsen

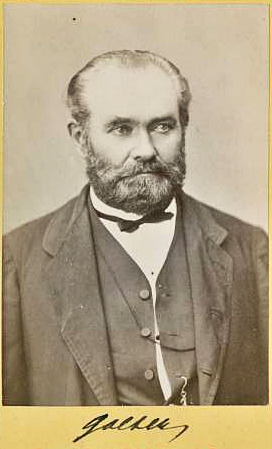
Carl Ludwig Golsen

Carl Ludwig Golsen (* 3. Juli 1807 in Zell, jetzt Zellertal; † 4. November 1872 ebenda) war ein deutscher Weingutsbesitzer, Jurist und Reichstagsabgeordneter.

## Leben und Wirken
Von 1823 bis 1827 studierte Golsen Rechtswissenschaften in Heidelberg, Erlangen und München. Er wurde Rechtsanwalt am Appellationsgerichtshof der Pfalz in Zweibrücken.
1833 verteidigte er den Mitorganisator des Hambacher Festes, Philipp Jakob Siebenpfeiffer, im spektakulären Assisenprozess gegen die Hambacher Akteure vor dem Schwurgericht in Landau, der sensationell mit einem Freispruch endete.
Von 1865 bis 1872 war er Mitglied der Bayerischen Kammer der Abgeordneten.
1871 wurde er für die Nationalliberale Partei im Wahlkreis Pfalz 6 (Kaiserslautern-Kirchheimbolanden) in den Reichstag gewählt, dem er bis zu seinem Tode angehörte.
Die Dynastie Golsen beeinflusste das kulturelle und wirtschaftliche Geschehen der Gemeinde Zell im 19. Jahrhundert maßgeblich, noch heute besteht dort die „Villa Golsen“.